# Quận 1, Roma
Quận 1 Trung tâm lịch sử (tiếng Ý: Municipio I Centro Storico) là quận hành chính đầu tiên của thủ đô Roma, Ý và có địa giới bao gồm khu vực trung tâm của thành phố. Quận được thành lập bởi hội đồng thành phố Roma vào năm 2001, có người đứng đầu là quận trưởng được bầu cử thông qua cuộc bầu cử thị trưởng. Vào năm 2013, biên giới của quận được chỉnh sửa và mở rộng với sự sáp nhập phần lớn của Quận 17 bị bãi bỏ. Kể từ đó, Quận 1 bao gồm tất cả các phường lịch sử (rione) của Roma.
Quận 1 có diện tích 19,91 km² và dân số là 186.802 người (tính đến năm 2015), trở thành quận có mật độ dân số cao nhất thủ đô.

## Tổ chức hành chính

### Lịch sử
Quận 1 được thành lập vào ngày 19 tháng 1 năm 2001, ban đầu bao gồm tất cả 20 phường nằm bên trong tường thành Aurelianus và tường thành Janiculum (được Giáo hoàng Urbanô VIII cho xây dựng vào năm 1643) với Tevere là dòng sông huyết mạch cắt ngang trung tâm, toàn bộ khu vực đều được ghi danh vào danh sách di sản thế giới của UNESCO.
Quận 17 cũ là đô thị được xây dựng vào khoảng cuối thế kỷ 19 đầu thế kỷ 20 bên bờ hữu ngạn của sông, khu vực nằm giữa Thành Vatican và đồi Monte Mario, bấy giờ bao gồm hai phường lịch sử còn lại là Borgo và Prati cùng với hai khu Vittoria và Eroi. Vào ngày 11 tháng 3 năm 2013, Quận 17 bị bãi bỏ và phần lớn được sáp nhập vào Quận 1. Do đó, tất cả các phường lịch sử của Roma đều nằm trong Quận 1.

### Phân chia hành chính

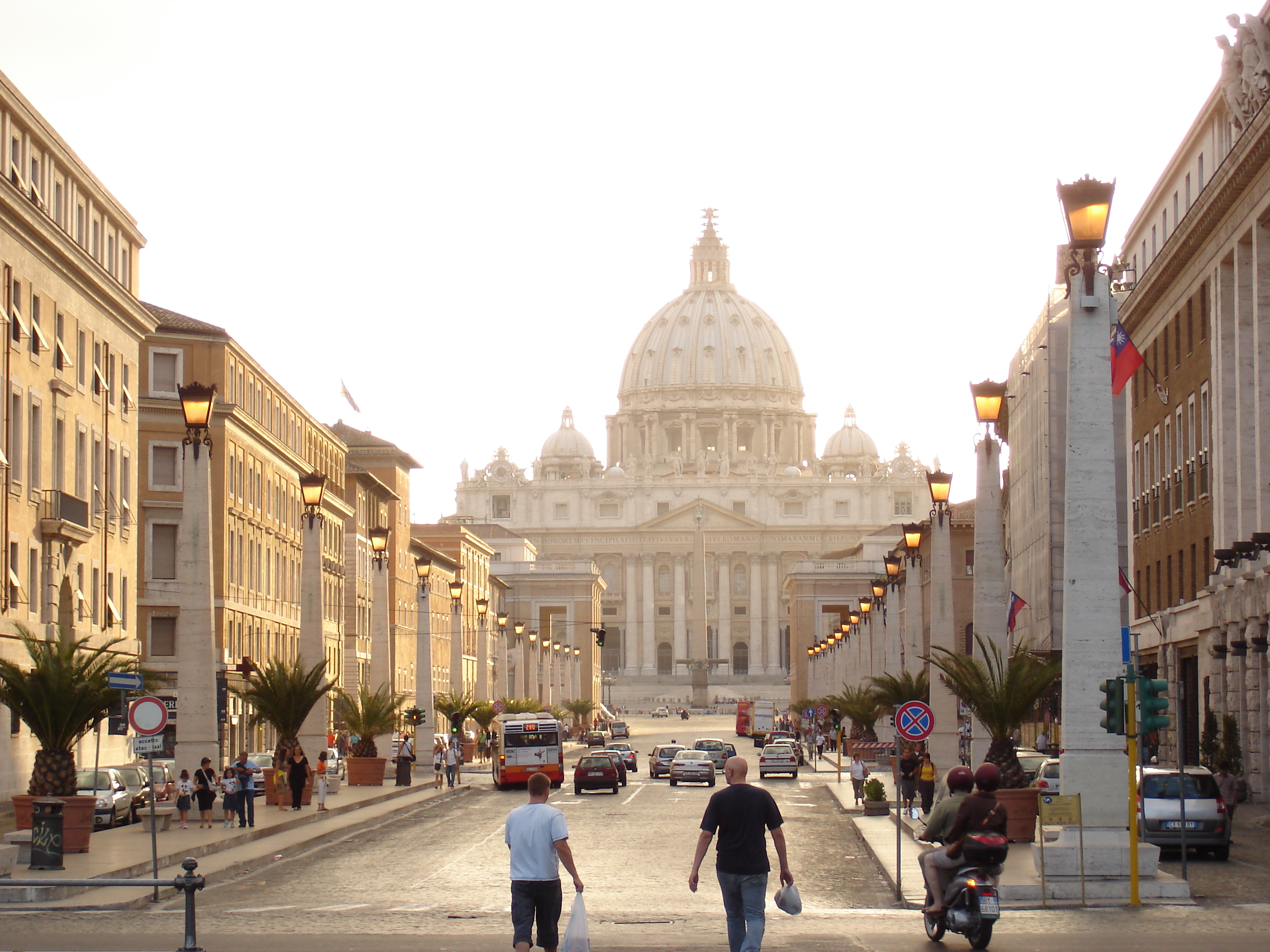
Con đường Hòa giải (Via della Conciliazione) trung tâm phường Borgo, nối thẳng đến Vương cung thánh đường Thánh Phêrô, Thành Vatican.

Phường 18 Castro Pretorio
Phường 19 Celio
Phường 20 Testaccio
Phường 21 San Saba
Phường 22 Prati

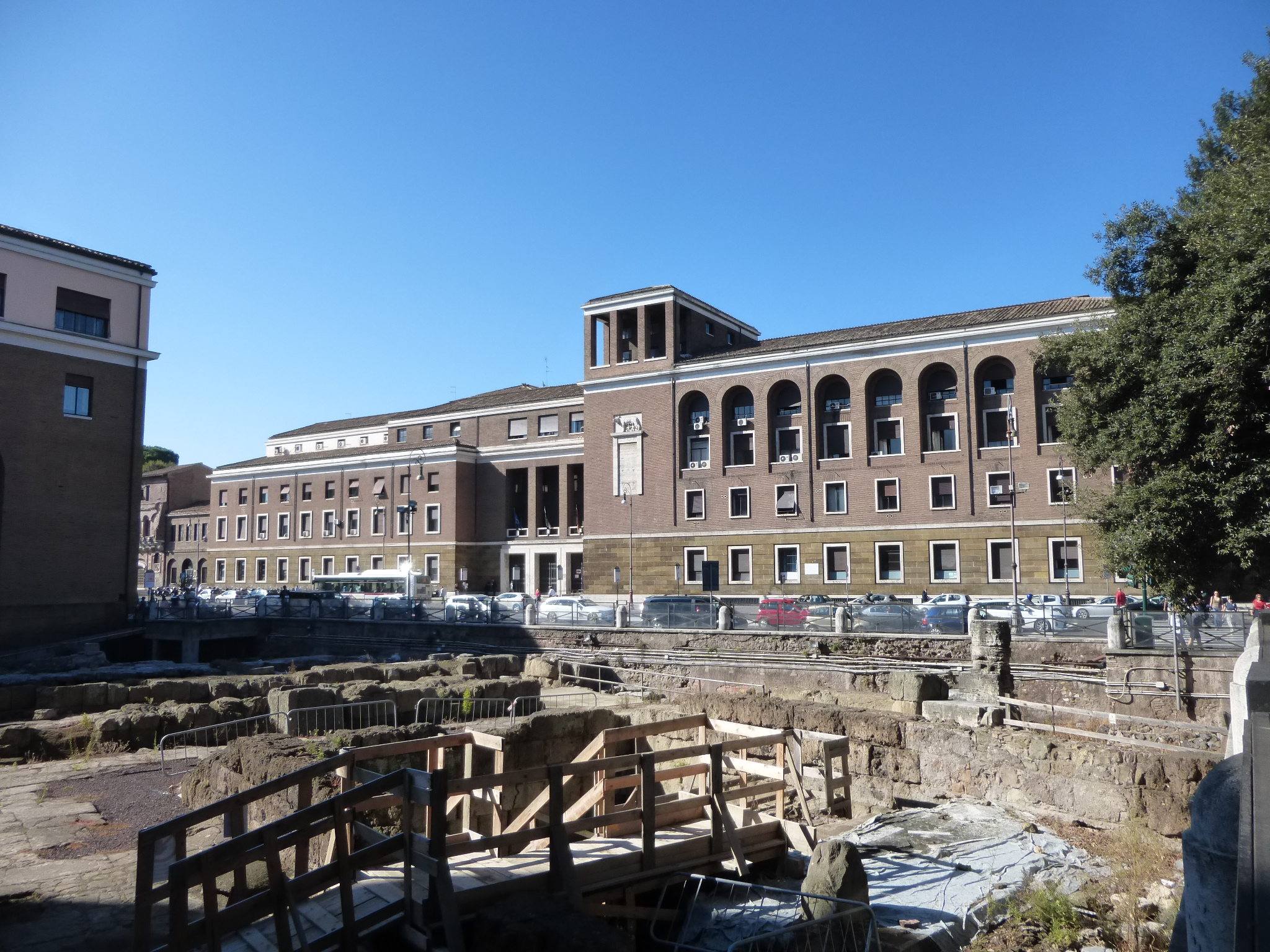
Ủy ban Quận 1 nằm trên phố Petroselli, phường Ripa.

Ngoài hai khu Vittoria và Eroi của Quận 17 cũ, tất cả 22 phường (rione) của Quận 1 bao gồm:

Phường 1 Monti
Phường 2 Trevi
Phường 3 Colonna
Phường 4 Campo Marzio
Phường 5 Ponte
Phường 6 Parione
Phường 7 Regola
Phường 8 Sant'Eustachio
Phường 9 Pigna
Phường 10 Campitelli
Phường 11 Sant'Angelo
Phường 12 Ripa
Phường 13 Trastevere
Phường 14 Borgo
Phường 15 Esquilino
Phường 16 Ludovisi
Phường 17 Sallustiano

- Phường 18
Castro Pretorio
- Phường 19
Celio
- Phường 20
Testaccio
- Phường 21
San Saba
- Phường 22
Prati

## Chính quyền quận
Quận trưởng Quận 1 được tuyển cử trực tiếp bởi lá phiếu của người dân. Hội đồng quận được bầu lại 5 năm một lần, với hệ thống theo đó các cử tri bày tỏ sự lựa chọn trực tiếp chức vụ Quận trưởng hoặc bầu chọn gián tiếp thông qua đảng liên minh của ứng cử viên. Nếu không có ứng cử viên nào nhận được ít nhất 50% phiếu bầu, hai ứng cử viên có phiếu cao nhất sẽ vào vòng thứ hai sau hai tuần. Điều này mang lại hệ quả theo đó ứng cử viên chiến thắng có thể tuyên bố bản thân thắng cử bằng số phiếu ủng hộ của đa số.

Cuộc bầu cử quận gần đây nhất diễn ra vào ngày 5 và 19 tháng 6 năm 2016, quận trưởng hiện tại là bà Sabrina Alfonsi, thuộc Đảng Dân chủ Ý.

## Văn hóa

### Thư viện

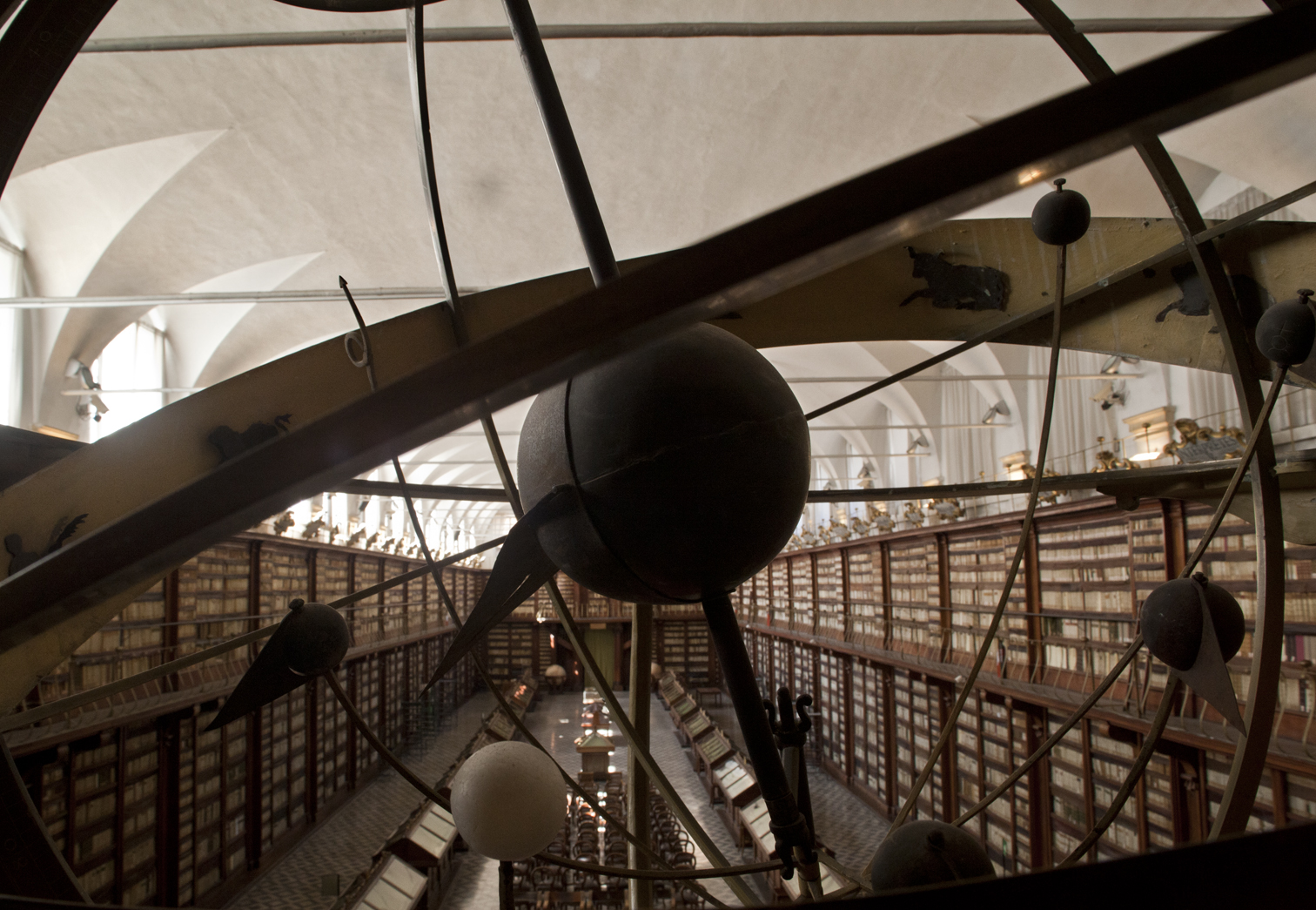
Thư viện Casanatense.

Những thư viện nổi tiếng tại Quận 1 bao gồm:
- Thư viện Angelica
- Thư viện Casanatense
- Thư viện Hertziana - Viện lịch sử nghệ thuật Max Planck
- Thư viện Học viện quốc gia Lincei
- Thư viện quốc gia Khảo cổ học và Lịch sử nghệ thuật
- Thư viện Senato
- Thư viện Vallicelliana

### Bảo tàng
Trên địa bàn quận có tất cả 103 viện bảo tàng (trong đó 70 thuộc thành phố và 33 thuộc quốc gia), những bảo tàng nổi tiếng bao gồm:
- Bảo tàng Capitolinus
- Bảo tàng Công trường Hoàng đế
- Bảo tàng Giải phóng Roma
- Bảo tàng Leonardo da Vinci
- Bảo tàng Napoleonico
- Bảo tàng quốc gia Roma
- Bảo tàng Roma
- Bảo tàng Roma tại Trastevere
- Bảo tàng Tường thành
- Biệt thự Farnesina
- Đài tưởng niệm quốc gia Vittoriano
- Điện Colonna
- Điện Esposizioni
- Điện Quirinale
- Lăng Augustus
- Lâu đài Thiên Thần

### Rạp phim

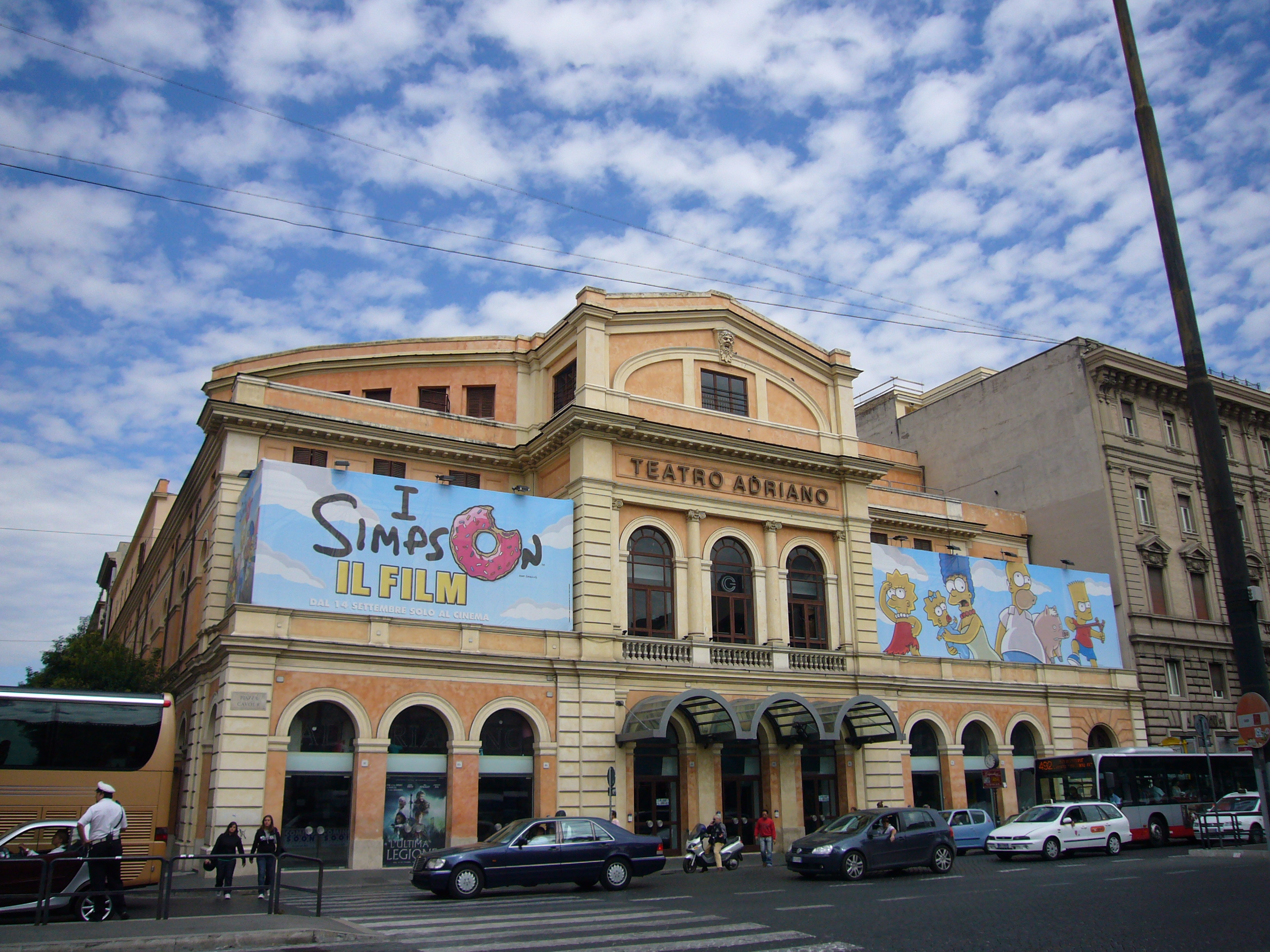
Nhà hát Adriano được chuyển đổi thành rạp chiếu bóng.

- Nhà hát Adriano, quảng trường Cavour
- Rạp phim Augustus, đường Vittorio Emanuele II
- Rạp phim Barberini, Barberini
- Rạp phim Doria, đường Andrea Doria
- Rạp phim Farnese, quảng trường Campo de' Fiori
- Rạp phim Fiamma, đường Bissolati
- Rạp phim Filmstudio, đường degli orti D'Alibert
- Rạp phim Giulio Cesare, đườngle Giulio Cesare
- Rạp phim Greenwich, đường Giovanni Battista Bodoni
- Rạp phim Intrastevere, hẻm Moroni
- Rạp phim Nuovo Olimpia, đường in Lucina
- Rạp phim Nuovo Sacher, vòng xoay Ascianghi
- Rạp phim Quattro Fontane, đường Quattro Fontane
- Rạp phim Quirinale, đường Nazionale, chiuso
- Rạp phim Reale, quảng trường Sidney Sonnino
- Rạp phim Rivoli, đường Lombardia
- Rạp phim Royal, đường Emanuele Filiberto

### Nhà hát và sân khấu

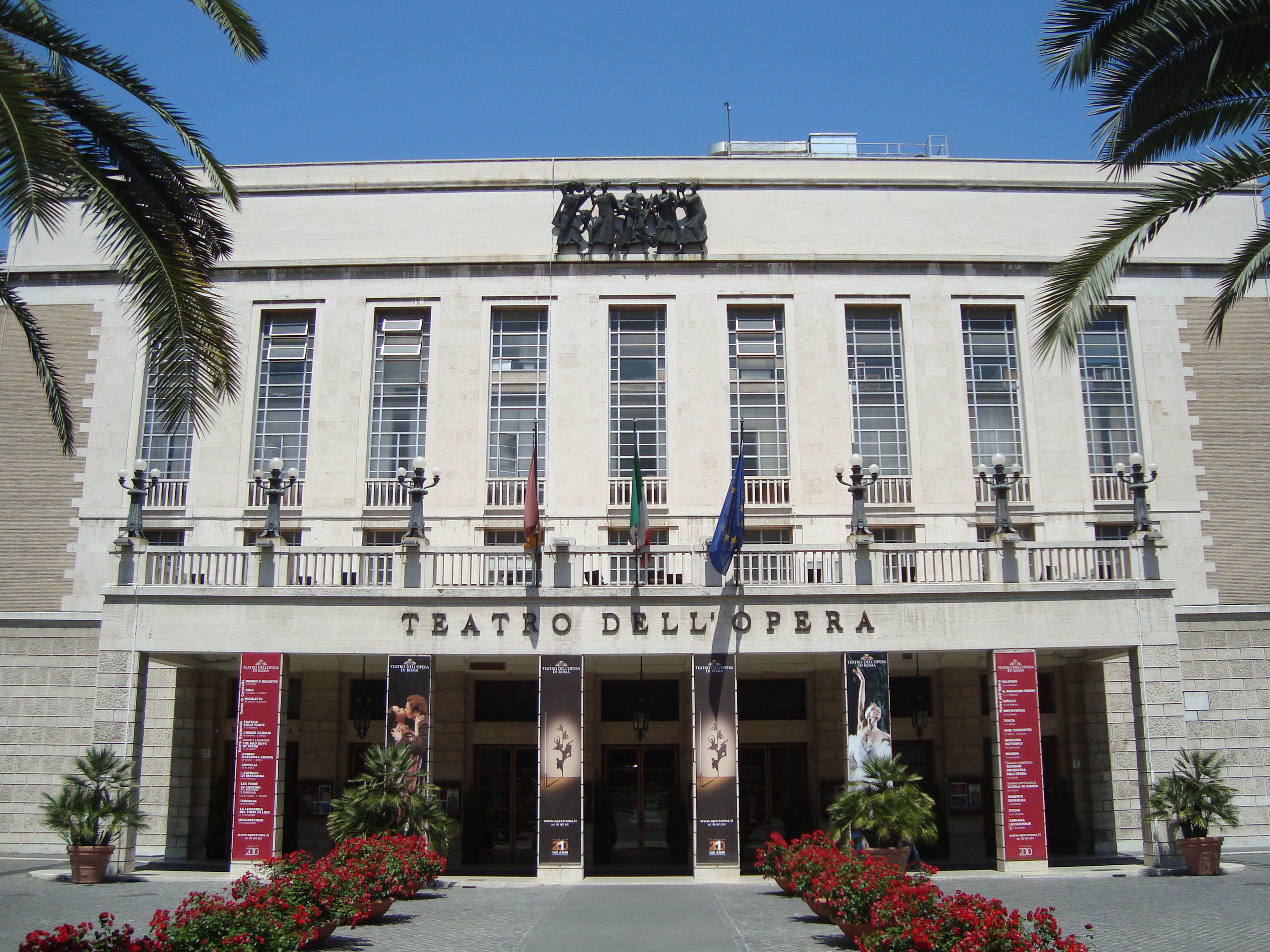
Nhà hát Opera Roma

- Nhà hát Ambra Jovinelli, đường Guglielmo Pepe
- Nhà hát Anfitrione, đường San Saba
- Nhà hát Argentina, vòng xoay Argentina
- Nhà hát Belli, quảng trường di Sant'Apollonia
- Nhà hát Brancaccio, đường Merulana
- Nhà hát Eliseo, đường Nazionale
- Nhà hát Opera Roma, quảng trường Beniamino Gigli
- Nhà hát Petrolini, đường Rubattino
- Nhà hát Piccolo Jovinelli, đường Giovanni Giolitti
- Nhà hát Quirino, đường Vergini
- Nhà hát Rossini, quảng trường S.Chiara
- Nhà hát Sala Umberto, đường Mercede
- Nhà hát Sistina, đường Sistina
- Nhà hát Trung tâm Roma, đường Celsa
- Nhà hát Valle, đường Teatro Valle
- Nhà hát Vittoria, quảng trường Santa Maria Liberatrice

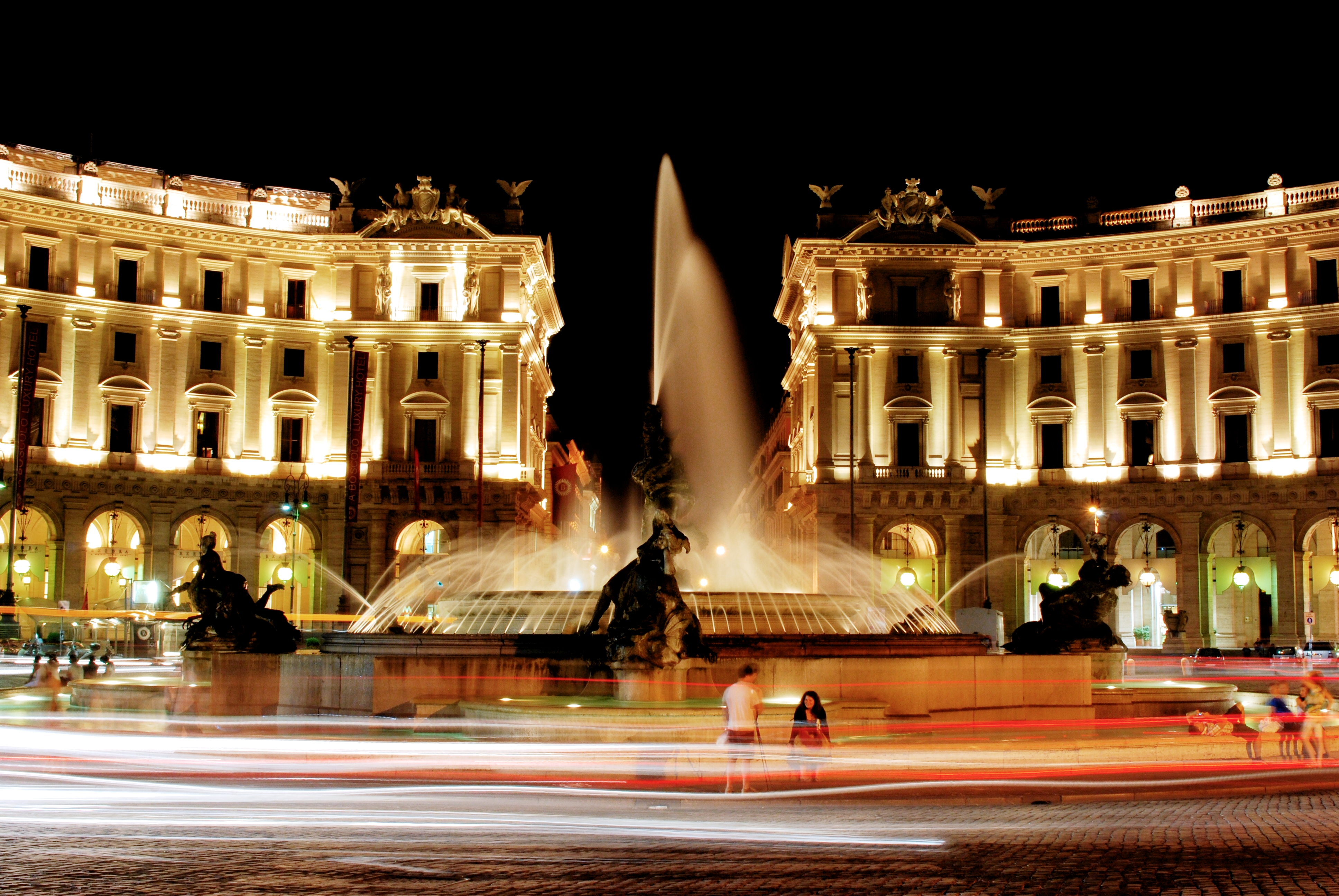
Quảng trường Repubblica

## Giao thông
Các nhà ga tàu điện ngầm Roma nằm trên địa bàn quận bao gồm:
- Tuyến A  Cipro, Ottaviano, Lepanto, Flaminio, Spagna, Barberini, Repubblica, Termini, Vittorio Emanuele, Manzoni, San Giovanni.
- Tuyến B  Castro Pretorio, Termini, Cavour, Colosseo, Circo Massimo, Piramide.
- Tuyến C  San Giovanni.